# Hydrovatus pisiformis
Hydrovatus pisiformis är en skalbaggsart som beskrevs av Olof Biström 1997. Hydrovatus pisiformis ingår i släktet Hydrovatus och familjen dykare. Inga underarter finns listade i Catalogue of Life.